# NGC 1615
NGC 1615 è una galassia lenticolare situata nella costellazione del Toro, a una distanza di circa 157 milioni di anni luce dalla nostra Via Lattea.

## Scoperta
La galassia è stata scoperta il 5 gennaio 1878 dall'astronomo francese Édouard Stephan.